# Busmanci
Busmanci (bułg. Бусманци) – wieś w Bułgarii; 1700 mieszkańców (2010).